# Ronde van de Toekomst 1972
De Ronde van de Toekomst 1972 (Frans: Tour de l'Avenir 1972) werd gehouden van 13 tot en met 24 september in Frankrijk.

## Etappe-overzicht
| etappe     | datum        | start                  | finish                  | afstand      | winnaar          | klassementsleider |
| ---------- | ------------ | ---------------------- | ----------------------- | ------------ | ---------------- | ----------------- |
| 1e         | 13 september | Saint-Jean-de-Monts    | Saint-Jean-de-Monts     | 16,2 km (pt) | Frankrijk A      | n.v.t.            |
| 2e         | 14 september | Merlin-Plage           | Niort                   | 147,3 km     | Bruno Hubschmid  | Bruno Hubschmid   |
| 3e         | 15 september | Niort                  | Saint-Yrieix-la-Perche  | 170 km       | Michel Coroller  | Bruno Hubschmid   |
| 4e         | 16 september | Saint-Yrieix-la-Perche | Bort-les-Orgues         | 160 km       | Raymond Martin   | Bruno Hubschmid   |
| 5e         | 17 september | Bort-les-Orgues        | Puy de Dôme             | 88,5 km      | Ueli Sutter      | Ueli Sutter       |
| 6e deel a  | 18 september | Clermont-Ferrand       | Le Creusot              | 170 km       | Ivan Schmid      | Ivan Schmid       |
| 7e         | 19 september | Tournus                | Les Rousses             | 168,5 km     | Franco Ongarato  | Ivan Schmid       |
| 8e         | 20 september | Les Rousses            | Les Rousses             | 18 km (it)   | Cees Priem       | Ivan Schmid       |
| 9e         | 21 september | Les Rousses            | Besançon                | 171 km       | Ben Koken        | Frits Schür       |
| 10e        | 22 september | Besançon               | Saint-Louis (Haut-Rhin) | 170 km       | Michel Roques    | Frits Schür       |
| 11e        | 23 september | Guebwiller             | Vittel)                 | 170 km       | Guy Sibille      | Bernard Bourreau  |
| 12e deel a | 24 september | Vittel                 | Belfort                 | 139 km       | Claude Tollet    | Bernard Bourreau  |
| 12e deel b | 24 september | Sochaux                | Sochaux                 | 33 km (it)   | Fedor den Hertog | Fedor den Hertog  |

## Eindklassementen

### Algemeen klassement
| rang | renner                    | land                | tijd        |
| ---- | ------------------------- | ------------------- | ----------- |
| 1    | Fedor den Hertog          | Nederland           | 41u 06' 47" |
| 2    | Ivan Schmid               | Zwitserland         | op 19"      |
| 3    | Bernard Bourreau          | Frankrijk A         | op 32"      |
| 4    | Marcel Duchemin           | Frankrijk B         | op 3' 08"   |
| 5    | Enzo Brentegani           | Italië              | op 3' 23"   |
| 6    | Raymond Martin            | Frankrijk A         | op 4' 18"   |
| 7    | Pierre-Raymond Villemiane | Frankrijk           | op 4' 42"   |
| 8    | Giovanni Battaglin        | Italië              | op 5' 07"   |
| 9    | Phil Edwards              | Verenigd Koninkrijk | op 6' 02"   |
| 10   | Hennie Kuiper             | Nederland           | op 6' 41"   |

### Puntenklassement
| rang | renner                    | land           | punten |
| ---- | ------------------------- | -------------- | ------ |
| 1    | Cees Priem                | Nederland      | 120    |
| 2    | Ivan Schmid               | Zwitserland    | 110    |
| 3    | Pierre-Raymond Villemiane | Frankrijk Rood | 79     |
| 4    | Bruno Hubschmid           | Zwitserland    | 73     |
| 5    | Bernard Bourreau          | Frankrijk A    | 62     |

### Bergklassement
| rang | renner          | land        | punten |
| ---- | --------------- | ----------- | ------ |
| 1    | Ueli Sutter     | Zwitserland | 98     |
| 2    | Ivan Schmid     | Zwitserland | 79     |
| 3    | Ben Koken       | Nederland   | 59     |
| 4    | Cees van Dongen | Nederland   | 40     |
| 5    | Frits Schür     | Nederland   | 36     |

### Ploegenklassement
| rang | land           | tijd         |
| ---- | -------------- | ------------ |
| 1    | Nederland      | 124u 33' 33" |
| 2    | Frankrijk A    | op 16' 31"   |
| 3    | Zwitserland    | op 21' 37"   |
| 4    | Italië         | op 28' 53"   |
| 5    | Frankrijk Rood | op 30' 49"   |